# Peter Schallenberg
Peter Schallenberg (Amsterdam, 1959) is een Nederlands voormalig topkorfballer. In dienst van het Amsterdamse ROHDA won hij meerdere titels. Schallenberg speelde daarnaast ook voor het Nederlands korfbalteam.

## Spelerscarrière

### Begin van carrière en sportkeuze
Schallenberg begon in 1965 met korfbal bij ROHDA, waar ook meerdere familieleden korfbalden. Schallenberg deed in zijn jeugd op zaterdag aan korfbal, maar op zondag voetbalde hij. Zo was hij in beide sporten goed, want hij speelde 3 jaar lang in Jong Ajax als linksback, maar ook debuteerde hij al op 17-jarige leeftijd in het eerste team van ROHDA. Schallenberg maakte een keuze en besloot te stoppen bij AFC Ajax en zich volledig te storten op korfbal
In seizoen 1976-1977 maakte Schallenberg zijn debuut in het 1e team van ROHDA, dat onder leiding stond van coach Jacques Reygers. Op dat moment had ROHDA het lastig, want ROHDA was in 1974 in de zaalcompetitie uit de Hoofdklasse gedegradeerd en wilde terug naar het hoogste niveau. In dit seizoen speelde ROHDA alleen in de veldcompetitie in de Hoofdklasse en aan het eind van het seizoen stond de ploeg op de 9e plaats, wat degradatie betekende. In hetzelfde seizoen werd er wel in de zaal gepromoveerd naar de Hoofdklasse.

### Jaren tachtig
Aan het eind van de jaren zeventig begon ROHDA met een wederopbouw. Zo werd Cees van Lunteren in 1978 hoofdcoach en in 1979 maakte René Kruse zijn debuut in het eerste team.
In 1980 maakte de ploeg promotie op het veld naar de Hoofdklasse en in Seizoen 1980-1981 de ploeg het goed. Zo werd het in de veldcompetitie, in de Hoofdklasse, 4e met slechts 1 wedstrijdpunt minder dan de nummers 2 en 3. Ook werd in dit seizoen in de zaalcompetitie promotie naar de Hoofdklasse behaald.
Na deze prestatie nam coach Van Lunteren afscheid en Anton Poelstra was de nieuwe coach.
Zodoende speelde ROHDA in seizoen 1981-1982 in beide competities in de Hoofdklasse en deed dat goed. In de zaalcompetitie werd de ploeg 4e in de Hoofdklasse A, maar in de veldcompetitie werd de ploeg nipt 2e. De ploeg kwam slechts 1 punt tekort om op een gedeelde eerste plaats te komen met concurrent  DOS'46.
In seizoen 1982-1983 was het wel raak voor Schallenberg en ROHDA. In de zaal werd de ploeg 2e, net achter Fortuna, maar in de veldcompetitie behaalde de ploeg 26 punten en werd 1e en dus kampioen. Ook nu was Fortuna de concurrent, die met 25 punten 2e werd. Ook was er individueel succes bij ROHDA, want Andrew de Vries werd uitgeroepen tot Beste Debutant van het Jaar; de succesperiode voor ROHDA was ingezet.
In oktober 1983 nam ROHDA, als Nederlands veldkampioen deel aan de Europacup van 1983. In dit toernooi doorliep de ploeg de poulefase om in de finale te winnen van het Belgische Borgerhout met 12-5, waardoor de ploeg nu ook Europees veldkampioen was. Schallenberg werd topscoorder in de finale door 5 van de 12 ROHDA treffers te noteren.
In seizoen 1984-1985 lukte het ROHDA in de zaalcompetitie om ook de finale te halen. Zo werd de ploeg 1e in de Hoofdklasse B en plaatste zich voor de finale tegen PKC. In de finale ging het echter mis, want ROHDA verloor de finale met 18-14. Schallenberg scoorde zelf 4 treffers, maar kon niet voorkomen dat PKC de wedstrijd won.
Na dit seizoen nam ROHDA afscheid van coach Poelstra en werd Rinus Munnikes de nieuwe hoofdcoach, maar ook Schallenberg stopte bij de club.

### Archipel
In 1985 stapte Schallenberg over naar een andere Amsterdamse club, Archipel. Dit was een bijzondere overstap, aangezien Archipel aan het eind van seizoen 1984-1985 zowel in de zaal als op het veld uit de Hoofdklasse was gedegradeerd, terwijl ROHDA hard op weg was om prijzen te pakken.
Terwijl Schallenberg bij Archipel speelde om promotie terug naar de Hoofdklasse te bewerkstelligen, won ROHDA de zaaltitel van 1986.

### LUTO
Na één seizoen bij Archipel verruilde Schallenberg van club en sloot zich in 1986 aan bij LUTO, weer een andere Amsterdamse club. Ook die club speelde in seizoen 1986-1987 niet in de hoogste klasse.
In Schallenbergs eerste seizoen bij LUTO promoveerde de ploeg in beide competities (veld en zaal) terug naar de Hoofdklasse, waardoor LUTO in seizoen 1988-1989 weer op het hoogste niveau van Nederland speelde. In dit seizoen werd LUTO in de zaal 4e, net achter ROHDA. In de veldcompetitie werd de ploeg 6e en wist zich ternauwernood te handhaven in de Hoofdklasse.
In 1989, na 2 seizoenen bij LUTO besloot Schallenberg op te stappen vanwege een conflict met LUTO-coach Wim Bakker. 

### Return bij ROHDA
Zo keerde Schallenberg in 1989 terug bij ROHDA om herenigd te worden met Rene Kruse. Ondertussen had de ploeg een andere hoofdcoach, namelijk Theo Korporaal en beschikte ROHDA over een jonge talentvolle speler in Taco Poelstra. Zo werd seizoen 1989-1990 een sterk seizoen voor ROHDA. In de zaal miste de ploeg op 1 punt na een plek in de zaalfinale, maar in de veldcompetitie werd de ploeg 2e in de Hoofdklasse B, wat voldoende was voor play-offs. In de kruisfinale kwam ROHDA uit tegen de nummer 1 van de Hoofdklasse A, DKOD. In een spannend duel won ROHDA met 13-12, waardoor het zich plaatste voor de veldfinale. In een best-of-3 serie won ROHDA in 2 wedstrijden van Deetos en was zodoende Nederlands veldkampioen.
Na deze veldtitel nam ROHDA afscheid van coach Korporaal en werd Janne Engelberts de nieuwe coach.
In het seizoen erna, 1990-1991, miste ROHDA weer op 1 punt na een plek in de zaalfinale. In de veldcompetitie werd de ploeg 1e in de Hoofdklasse A en ging als lijstaanvoerder en titelverdediger de nacompetitie in. In de kruisfinale versloeg ROHDA Oost-Arnhem met 16-15 en stond zodoende weer in de veldfinale. Ook nu was Deetos de tegenstander, net als vorig seizoen. ROHDA verloor de 1e wedstrijd, maar won de 2e, waardoor er een derde en beslissende wedstrijd gespeeld moest worden. In deze wedstrijd won ROHDA nipt met 9-8 en was het wederom Nederlands veldkampioen.
In seizoen 1991-1992 gebeurde weer hetzelfde met ROHDA als in de jaren ervoor. Zo deed de ploeg het wederom beter op het veld dan in de zaal. In de zaal werd geen finaleplek behaald, maar op het veld wel. Ook nu versloeg ROHDA zijn tegenstander in de kruisfinale en stond het wederom in de veldfinale. En net als de 2  jaren ervoor was Deetos weer de tegenstander. In de best-of-3 serie won ROHDA overtuigend in 2 wedstrijden en bleef het Nederlands veldkampioen. Vooral in de laatste wedstrijd, waarin ROHDA met 10-6 won had Schallenberg een groot aandeel in de winst ; hij maakte namelijk 5 treffers.
In het volgende seizoen, 1992-1993, stond ROHDA wederom in de kruisfinale in de veldcompetitie, echter ging het daar mis. ROHDA verloor in de kruisfinale met 14-12 van AKC en kon zodoende hun veldtitel van 1992 niet verdedigen. Deze kruisfinale was de laatste wedstrijd van Schallenberg bij ROHDA. Hij kreeg een publiekswissel.

### DEVD
In 1993 besloot Schallenberg zich aan te sluiten bij DEVD. Hier speelde ook oud international Bram van der Zee en de ploeg speelde alleen in de veldcompetitie in de Hoofdklasse. In dit seizoen, 1993-1994, degradeerde DEVD op het veld uit de Hoofdklasse.

## Erelijst
- Nederlands kampioen veldkorfbal, 4x (1983, 1990, 1991, 1992)
- Europacup kampioen veldkorfbal, 1x (1983)

## Oranje
Schallenberg speelde in Jong Oranje en werd in 1979 voor het eerst geselecteerd voor het grote Nederlands korfbalteam, dat onder leiding stond van bondscoach Ben Crum.
Schallenberg speelde in dienst van Oranje 14 officiële interlands en won goud op het WK van 1984.

## Coachingscarrière
Na zijn carrière als speler ging Schallenberg coachen. Zo was hij hoofdcoach bij Sporting Trigon van 1998-2001.